# Dieter Vogt (Chemiker)
Dieter Vogt (* 14. Januar 1962 in Unterbruch) ist ein deutscher Chemiker und Professor für Technische Chemie an der Technischen Universität Dortmund.

## Leben und Werk
Dieter Vogt studierte an der RWTH Aachen Chemie, wo er im Jahr 1992 im Arbeitskreis von Wilhelm Keim promovierte. Nach der Habilitation im Jahr 1998 wurde er an die Universität Eindhoven berufen. Die Schwerpunkte seiner wissenschaftlichen Arbeit liegen auf dem Gebiet der homogenen Katalyse, der Wiedergewinnung von Katalysatoren und der Verwendung neuer Materialien für katalytische Verfahren. Der Einsatz von Membranreaktoren für homogenkatalytische Verfahren wurde intensiv von ihm untersucht.
Im Jahr 2012 wechselte Dieter Vogt von der Universität Eindhoven an die University of Edinburgh, wo er den Lehrstuhl für Industrielle Chemie leitete. Im Frühjahr 2017 folgte Dieter Vogt einem Ruf an die Technische Universität Dortmund als Nachfolger von Arno Behr.
Seit 2015 ist Dieter Vogt Einstein Visiting Fellow an der Technischen Universität Berlin. 2019 erhielt er den Wöhler-Preis für Nachhaltige Chemie.